# Coudekerque-Village
Coudekerque-Village è un comune francese di 1 231 abitanti situato nel dipartimento del Nord nella regione dell'Alta Francia.
Si è chiamata Coudekerque fino al 3 ottobre 2008

## Società

### Evoluzione demografica
Abitanti censiti